# Санта-Мария-Имбаро
Санта-Мария-Имбаро (итал. Santa Maria Imbaro) — коммуна в Италии, расположена в регионе Абруццо, подчиняется административному центру Кьети.
Население составляет 1734 человека, плотность населения составляет 289 чел./км². Занимает площадь 6 км². Почтовый индекс — 66030. Телефонный код — 0872.
Покровительницей коммуны почитается Пресвятая Богородица, празднование 4 марта.